# Sonny Rollins
Pour les articles homonymes, voir Rollins.
Sonny Rollins, né Theodore Walter Rollins le 7 septembre 1930 à New York, est un saxophoniste ténor et compositeur de jazz. Il est largement reconnu comme l'un des musiciens de jazz les plus importants et influents de l'ère post-bebop.
La longue et prolifique carrière de Sonny Rollins au saxophone ténor commence vers l'âge de 16 ans. Certaines de ses compositions comme St. Thomas, Oleo, Doxy et Airegin sont devenues des standards de jazz. Ses soixante-cinq ans de carrière lui donnent aujourd'hui le statut de dernier géant en activité des années 2020. Improvisateur, croisant les genres, poussant à leurs limites le son et le phrasé, Sonny Rollins incarne l'esprit de quête inlassable du jazz. Sonny Rollins est toujours en tournée en 2013 après avoir survécu à la plupart de ses contemporains en compagnie desquels il enregistra, tels John Coltrane, Miles Davis, Max Roach et Art Blakey.

## Biographie

### Les premières années
Bien que Sonny Rollins soit né à New York, pas très loin des temples de la musique noire new-yorkaise comme Le Savoy ou l'Apollo, ses parents sont originaires des Îles Vierges américaines. 
Sonny Rollins commence par jouer du piano puis passe au saxophone alto qu'il reçoit à l'âge de 8 ans, s'y exerce à la façon de Louis Jordan et choisit par la suite le saxophone ténor en 1946. Impressionné par Charlie Parker et pris sous l'aile de Thelonious Monk, le jeune Sonny Rollins fait ses classes professionnelles à l'école du bebop, dès la fin des années 1940. Pendant ses années d'études au lycée, il joue dans un groupe avec d'autres futures légendes du jazz, Jackie McLean et Kenny Drew. Ses premiers enregistrements pour le label Fantasy révèlent une sonorité originale et instantanément identifiable, pour partie héritée de Coleman Hawkins, une maîtrise rythmique et harmonique hors du commun et déjà un certain penchant pour la déconstruction/reconstruction du thème. 
Il enregistre en 1949 avec Babs Gonzales puis la même année avec J.J Johnson et Bud Powell. Dans ses enregistrements jusqu'en 1954, il a l'occasion de jouer avec des artistes tels que Miles Davis, Charlie Parker et Thelonious Monk. En 1950, Sonny Rollins est arrêté pour vol à main armée et condamné à une peine de prison de trois ans. Il passe 10 mois à la prison de Rikers Island et est remis en liberté sur parole. En 1952, il est arrêté de nouveau pour avoir violé sa libération sur parole pour usage d'héroïne. Sonny Rollins est affecté à la prison Federal Medical Center, Lexington, à cette époque c'est la seule aide aux États-Unis pour les toxicomanes. 
Là, il est bénévole pour un traitement expérimental à la méthadone et il est finalement capable de rompre son accoutumance à l'héroïne. Sonny Rollins craint à cette époque que la sobriété porte atteinte à sa musicalité, mais ira par la suite vers une plus grande réussite.
En tant que saxophoniste, il est dans un premier temps attiré par les sons Jump et R&B des artistes comme Louis Jordan, puis est entraîné dans la tradition mainstream du saxophone ténor. Le journaliste musical Joachim Berendt décrit cette tradition comme assise entre les deux pôles de la forte sonorité de Coleman Hawkins et le phrasé souple et léger de Lester Young, qui a tant fait pour inspirer la vague d'improvisation du bebop dans les années 1950. Sonny Rollins les a fait se rencontrer tel un improvisateur fluide du post-bop, avec un son fort et sonore comme personne depuis Coleman Hawkins. Il reste que l'univers musical de Charlie Parker est omniprésent dans la construction de sa musique et ne le quittera jamais complètement.
Rollins commence à se faire un nom lorsqu'en 1951 il enregistre notamment sa composition Oleo avec le Modern Jazz Quartet et Miles Davis. En 1953 et 1954 il travaille avec Thelonious Monk, enregistrant l'album Thelonious Monk and Sonny Rollins, qui comprend les morceaux I Wanna Be Happy at Friday the 13th. Sonny Rollins rejoint ensuite le quintet Clifford Brown-Max Roach en 1955 (les enregistrements effectués avec ce groupe sont présents sur les albums Sonny Rollins Plus 4 et Clifford Brown and Max Roach at Basin Street; Sonny joue également sur la moitié de l'album More Study in Brown), et à la suite de la mort de Clifford Brown en 1956 il a principalement travaillé sur ses propres albums. À cette époque, il commence sa carrière avec le label Prestige, qui a enregistré quelques-uns de ses albums les plus connus, il enregistre également dans les années 1950 pour d'autres labels dont Blue Note, Riverside et le label de Los Angeles Contemporary.

### Saxophone Colossus
En mai 1956, Sonny Rollins enregistre l'album Tenor Madness. Le pianiste Red Garland, le contrebassiste Paul Chambers et le batteur Philly Joe Jones du groupe de Miles Davis, qui enregistrait également dans ce studio, participent à cet album. Le morceau qui donne le titre à l'album est le seul enregistrement de Sonny Rollins avec John Coltrane, qui lui aussi jouait  dans le groupe de Miles Davis.
C'est surtout l'album Saxophone Colossus enregistré un mois plus tard, le 22 juin 1956 qui est très largement acclamé. Les enregistrements se déroulent au studio de Rudy Van Gelder dans le New Jersey, avec Tommy Flanagan au piano, Doug Watkins un ancien contrebassiste du groupe Jazz Messengers et son batteur favori Max Roach. C'est le sixième album de Sonny Rollins en tant que meneur et il inclut l'une de ses plus célèbres compositions, St. Thomas, qui est un calypso caribéen basé sur une mélodie chantée par sa mère dans son enfance. L'album comprend également le titre Strode Rode, un morceau remarquable de hard bop au rythme rapide et Moritat une composition de Kurt Weill également connue sous le nom Mack the Knife.
À la fin de l'année Sonny Rollins enregistre une suite pour Blue Note avec Donald Byrd à la trompette, Wynton Kelly au piano, Gene Ramey à la contrebasse et Max Roach à la batterie un collaborateur de longue date de Sonny. Ces enregistrements sont publiés l'année suivante sur l'album Sonny Rollins Volume One.

### Un trio sans piano
En 1957, il est l'un des premiers à utiliser la contrebasse et la batterie, sans piano. L'artiste raconte que cette formule n'était au départ qu'un essai dû aux absences répétées de son ou ses pianistes. Cette particularité vient à être connue sous le nom de « strolling ». Cette année-là, il a recours au trio ténor-contrebasse-batterie sur les albums Way Out West et A Night at the Village Vanguard. Sonny Rollins se sert de ce trio par intermittence tout au long de sa carrière, en faisant parfois le choix inhabituel d'utiliser son saxophone comme un instrument en section rythmique sur des solos de contrebasse et de batterie. Way Out West est ainsi nommé car il a été enregistré pour un label basé en Californie (avec le fidèle batteur Shelly Manne) et parce que l'album contient des morceaux de musique country tels que Wagon Wheels et I'm an Old Cowhand. L'enregistrement de l'album A Night at the Village Vanguard s'effectue en deux parties, une matinée avec le contrebassiste Donald Bailey et le batteur Pete La Roca puis dans la soirée avec le contrebassiste Wilbur Ware et le batteur Elvin Jones.
Dans cette période, Sonny Rollins devient célèbre pour choisir des morceaux relativement banals ou non conventionnels et de les transformer en un vecteur pour l'improvisation comme There's No Business Like Show Business sur l'album Work Time (1955), I'm an Old Cowhand et plus tard Sweet Leilani sur l'album  This Is What I Do (2000) récompensé par un Grammy. L'album Newk's Time en 1957 le fait travailler à nouveau avec un piano, cette fois-ci avec Wynton Kelly, mais l'un des titres les plus remarqués est le duo saxophone - batterie sur le standard The Surrey with the Fringe on Top avec Philly Joe Jones. Cette même année, il enregistre également pour Blue Note avec de prestigieux musiciens, J.J. Johnson au trombone, Horace Silver, Thelonious Monk au piano et le batteur Art Blakey qui est publié sur l'album Sonny Rollins Volume 2.
En 1958, Sonny Rollins enregistre avec le trio saxophone, contrebasse et batterie un autre album qui fait date : Freedom Suite. Un morceau de musique qui révèle aussi une forme de protestation comme l'indiquent les notes de Sonny Rollins sur la pochette originale : « L'Amérique est profondément enracinée dans la culture Negro : ses expressions, son humour, sa musique. Comme ironique est le Negro, qui plus que quelqu'un d'autre peut revendiquer la culture de l'Amérique comme la sienne, est en train d'être persécuté et réprimé; le Negro qui a exemplifié les sciences humaines dans leur existence même, est récompensé par un manque d'humanité. »,. Le morceau éponyme est une improvisation quasi-collective de 19 minutes, faite en grande partie d'échanges libres entre les trois musiciens. L'album n'est pas entièrement politique - la seconde face étant essentiellement constituée de standards de jazz. La version 33 tours fut peu de temps disponible dans sa forme originale puisque Riverside Records fit une nouvelle édition de cet album sous un autre nom, Shadow Waltz.
Sonny Rollins réalise fin 1958 un autre album studio nommé Sonny Rollins and the Contemporary Leaders avant de faire une pause de trois ans. C'est une session d'enregistrements pour le label Contemporary où Sonny Rollins enregistre un mélange ésotérique de musiques dont Rock-A-Bye Your Baby With A Dixie Melody avec le groupe West Coast composé du pianiste Hampton Hawes, le guitariste Barney Kessel, le contrebassiste Leroy Vinnegar et le batteur Shelly Manne.

### 1959 – 1971

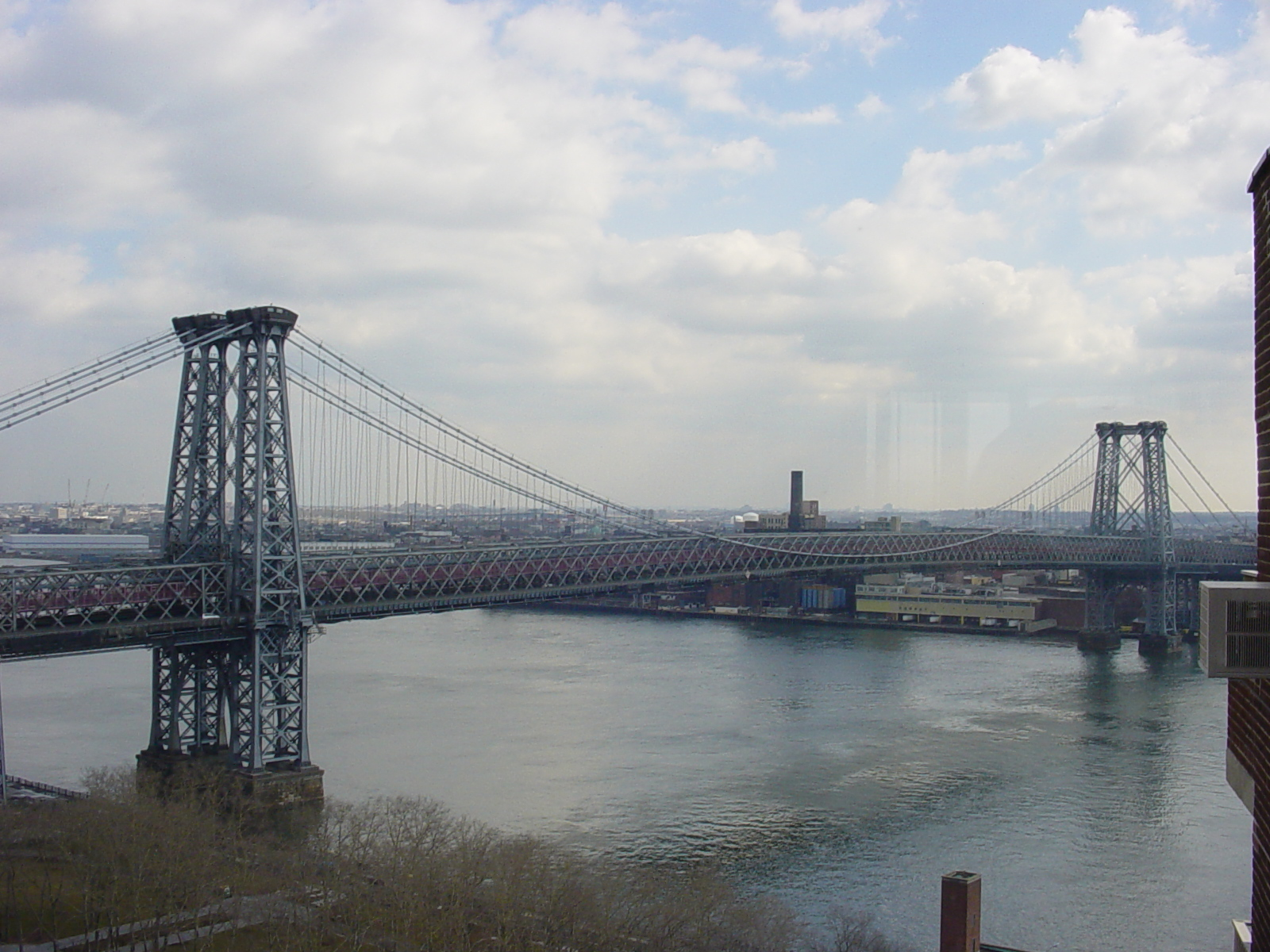
Le pont Williamsburg Bridge à New York, une source d'inspiration pour l'album The Bridge

En 1959, Rollins se sent frustré par ce qu'il perçoit comme ses propres limites musicales et prend la première - et sa plus célèbre - pause sabbatique musicale. Deux ans de doute, pris par la tempête du free-jazz, en manque de nouveaux terrains à défricher. Un voyage en Inde et des heures à jouer, seul, sous le pont Williamsburg à New York. À son retour sur la scène jazz en 1962, il signe un contrat avec RCA Records et nomme son nouvel album The Bridge qui constitue un tournant. Tempos flottants, sonorité moins classique, Rollins brise enfin les chaînes du hard bop et accommode à sa convenance les audaces du free-jazz. L'album est enregistré en quartet, sans piano, avec le guitariste Jim Hall et pour la section rythmique Ben Riley à la batterie et Bob Cranshaw à la contrebasse. C'est devenu l'un des albums les plus vendus de Sonny Rollins. Chaque album qu'il enregistre diffère radicalement du précédent. Sonny Rollins explore les rythmes latins sur What's new en 1962, aborde l'avant-garde sur Our Man in Jazz (1962), suivent une rencontre musicale avec Coleman Hawkins (Sonny meets Hawk en 1963), ré-interprète des standards sur Now's the Time (1964) et une collaboration avec Elvin Jones (East Broadway rundown en 1966), alors fraîchement débarqué du groupe de John Coltrane. Sonny Rollins signe en 1966 la bande son originale du film Alfie avec Michael Caine dans le rôle principal.

### 1972 – 2000
Durant sa période sabbatique Sonny Rollins étudie le yoga, la méditation et la philosophie orientale. Lorsqu'il revient en 1972, il est imprégné de rythmes R&B, pop, funk. Ses groupes dans les années 1970 et 1980 intègrent la guitare électrique, la basse électrique et généralement des batteurs davantage orienté pop ou funk. Au cours de cette période, il enregistre principalement pour Milestone Records et la compilation Silver City: A Celebration of 25 Years on Milestone contient une sélection de ces années. C'est pourtant dans ces années marquées par le disco que Sonny Rollins s'intéresse aux solos de saxophone sans accompagnement. En 1981, il joue sur trois chansons de l'album Tattoo You des Rolling Stones (Slave, Neighbours et sans aucun doute la plus connue Waiting on a Friend). En 1985, il sort The Solo Album.
En 1986, le documentariste Robert Mugge sort un film intitulé Saxophone Colossus. Il comporte deux spectacles de Sonny Rollins: un quintette au nord de l'État de New York et son Concerto pour saxophone et Symphonie au Japon.

### Depuis 2001

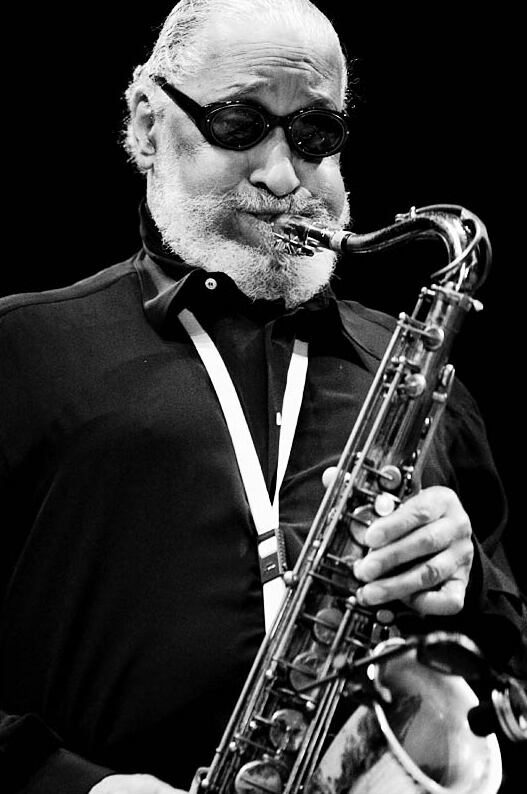
Sonny Rollins en concert

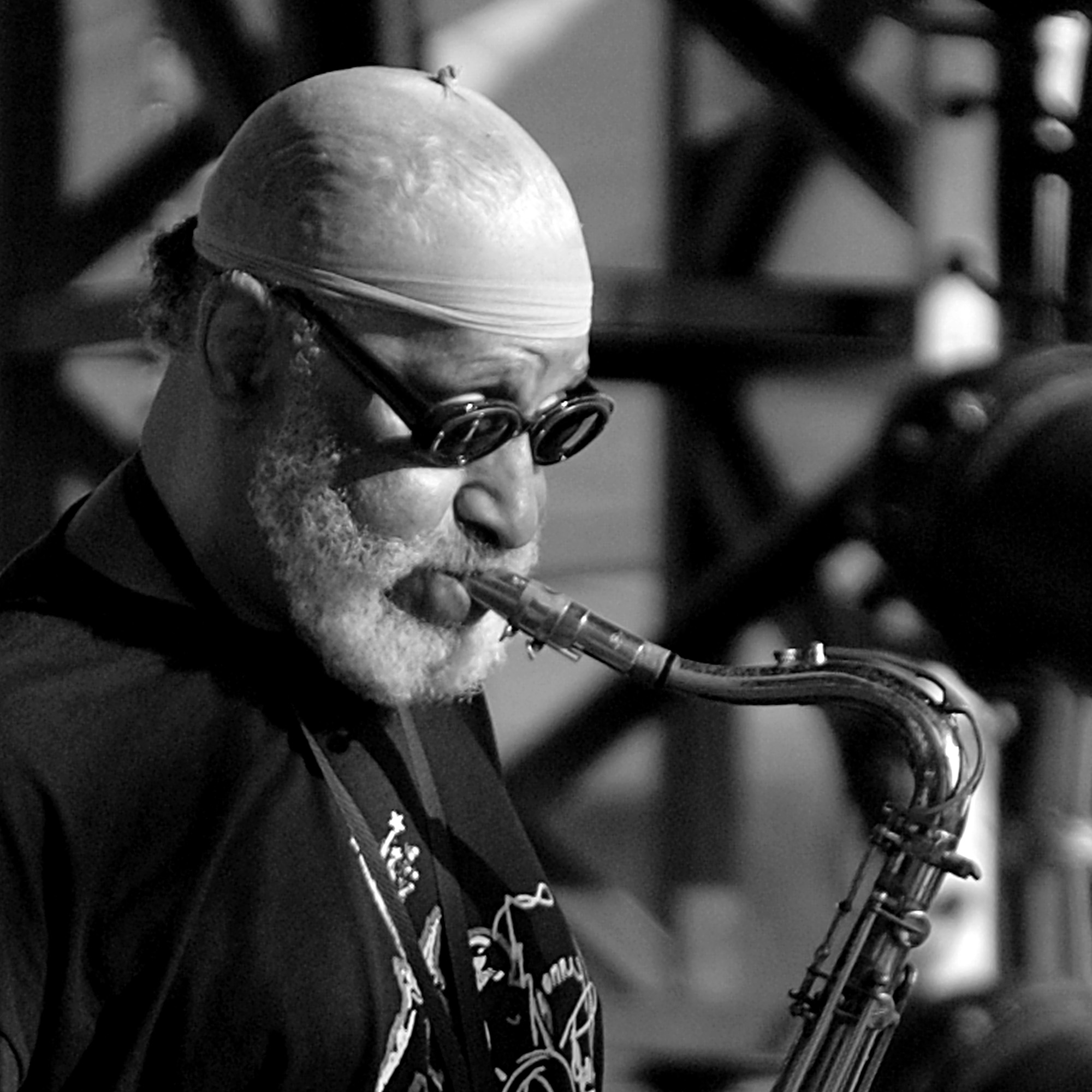
Lors de Jazz à Juan en 2005 (balance)

Sonny Rollins remporte en 2001 un Grammy Award du meilleur album instrumental de jazz pour This Is What I Do (2000). Le 11 septembre 2001, Sonny Rollins à 71 ans vit à quelques quartiers d'immeubles du World Trade Center qu'il entend s'effondrer et est contraint d'évacuer son appartement, avec seulement son saxophone à la main. Bien que secoué, il se rend à Boston cinq jours plus tard pour donner un concert à la Berklee College of Music. L'enregistrement en direct de cette représentation est ensuite publié sur CD en 2005, Without a Song: The 9 / 11 Concert, et remporte le Grammy 2006 dans la catégorie Solo instrumental de Jazz pour l'interprétation de Sonny Why Was I Born?
Après une tournée au Japon, Sonny Rollins retourne en studio d'enregistrement pour la première fois depuis cinq ans pour enregistrer son album Sonny, Please (2006). L'album sort pour la première fois sur son propre label, Doxy Records, à la suite de son départ de Milestone Records avec qui il a collaboré de nombreuses années. L'album est produit par son neveu Clifton Anderson, dans le band de Rollins à ce moment-là.
Sonny Rollins donne une représentation au Carnegie Hall le 18 septembre 2007, pour célébrer le 50e anniversaire de sa première interprétation en ce lieu. Il est accompagné par Clifton Anderson au trombone, Bobby Broom à la guitare, Bob Cranshaw à la basse, Kimati Dinizulu aux percussions, Roy Haynes à la batterie et Christian McBride à la basse.

## Héritage et récompenses
Sonny Rollins est reconnu pour la longévité et la qualité de sa carrière, rarement égalées dans le monde du jazz ou dans d'autres genres. Ses sensibilités mélodiques, son style de jeu et les solos ont aussi influencé plusieurs générations de musiciens.
Sonny Rollins est récompensé au Down Beat Jazz Hall of Fame en 1973.
En 2007, il a reçu le prestigieux prix Polar Music à Stockholm, en Suède, avec Steve Reich, tandis que Colby College attribue à Sonny Rollins le titre de Doctor of Music honoris causa, pour ses contributions à la musique jazz.
En 1983, le National Endowment for the Arts - NEA Jazz Master récompense Sonny Rollins d'un Jazz Master.

## Discographie

### Divers
Le générique de l'émission Bouillon de culture de Bernard Pivot est le morceau The Night has a Thousand Eyes, sur l'album What's New? (1962) de Sonny Rollins. St. Thomas fait partie de la bande son du film Working Girl réalisé par Mike Nichols et sorti en 1988. Le morceau Tenor Madness est présent sur la bande son du film Le Talentueux Mr Ripley d'Anthony Minghella sorti en 1999. Alfie a été la musique du générique de l'émission de France Inter consacrée au Jazz dans les années 1970[Laquelle ?].